# زمستان (ترانه توری ایموس)
«زمستان» (به انگلیسی: Winter) ترانه‌ای از توری ایموس و یکی از تک‌آهنگ‌های اولین آلبوم استودیویی او به‌نام زمین‌لرزه‌های جزئی است.
این قطعه که عموماً به‌عنوان شاخص‌ترین اثر ایموس شناخته می‌شود، قصیده‌ای تلخ و گزنده‌است که او در مورد رابطه‌اش با پدرش [که یک کاهن مسیحی بود] نوشته‌است. ایموس در «زمستان» از گذر سالیان می‌گوید و این‌که چطور رؤیاهای افراد در کنجی مانده و غبار فراموشی بر آن‌ها می‌نشیند.
در سال ۲۰۱۲ و طی مصاحبهٔ با آن پاورز (منتقد موسیقی) ایموس در پاسخ این سؤال که «از خواندن کدام بخش از شعرهای ترانه‌هایت بیش از بقیه لذت می‌بری؟» به ۲ سطر از شعر «زمستان» اشاره کرد:
کِی می‌خواهی تصمیمت را بگیری؟
کِی می‌خواهی همان‌قدر که من عاشقت هستم خودت را دوست داشته باشی؟

## نظر منتقدان
وبسایت پاپ‌مترز در گزینش ۱۰ ترانهٔ برتر توری ایموس «زمستان» را در جایگاه نخست فهرستش قرار داده و آن را آهنگی حماسی دانسته که تلاش ایموس برای دوست داشتن کسی که هست و ترسش از ادامهٔ زندگی خارج از محیط امن خانواده را شرح می‌دهد.
گاردین هم در گزینشی مشابه، جایگاه سوم فهرستش را به زمستان اختصاص داده و در وصف آن نوشته: «یک ترانهٔ سنجیده و جدی که با مقدمه‌ای ظریف و ملایم مانند دانه‌های برف شروع می‌شود و سه دقیقه زمان می‌برد تا به یک بهمن کامل تبدیل شود».
آل‌میوزیک ضمن ستایش «زمستان» آن را یکی از جذاب‌ترین قطعه‌های زمین‌لرزه‌های جزئی معرفی کرده و درباره‌اش نوشته‌است: «استفادهٔ ایموس از ترکیب «اسب‌های سفید» به‌همراه استعاره‌هایی مانند «اسکیت کردن حول حقیقت» و اشاره به افسانهٔ زیبای خفته به آهنگ جوهره‌ای کودکانه می‌دهد و ایموس را همچون دختر بچه‌ای تصویر می‌کند که با دنیایی از شگفتی، سردرگمی و دگردیسی احاطه شده‌است».
مجله اسلنت آلبوم زمین‌لرزه‌های جزئی را خواهر ناتنی و دورافتاده از مثل یک نیایش مدونا توصیف کرده و نوشته: «خالقان هر دو آلبوم با مذاهب سرکوبگری که با آنها بزرگ شده‌اند و روابط تیرهٔ پدر و دختری درگیر هستند. اما در حالی که «آه پدر» مدونا در به تصویر کشیدن کم‌محلی و بدرفتاری پدر، بی‌رحم و کینه‌جو است، «زمستان» آموس حتی اگر اکراه داشته باشد به همان اندازه قدرتمند اما بسیار ظریف به سوی رئیس خیرخواه خانواده دست هم‌دردی دراز می‌کند.»

## موقعیت در جدول‌های فروش موسیقی
| چارت (۱۹۹۲)               | جایگاه |
| ------------------------- | ------ |
| جدول‌های ای‌آرآی‌ای استرالیا | ۴۹     |
| جدول تک‌آهنگ‌های بریتانیا   | ۲۵     |